# Ampelopsis grossedentata
Ampelopsis grossedentata är en vinväxtart som först beskrevs av Hand.-mazz., och fick sitt nu gällande namn av Wen Tsai Wang. Ampelopsis grossedentata ingår i släktet Ampelopsis och familjen vinväxter. Inga underarter finns listade i Catalogue of Life.